# Lex Pompeia
Lex Pompeia was de naam van meerdere wetten in het oude Rome.

## Lex Pompeia de Transpadanis(89 v.Chr.)
De lex Pompeia van 89 v.Chr. werd voorgesteld door de consul Gnaius Pompeius Strabo. De wet stelde dat aan de inwoners van Gallia Transpadana, die in de Bellum sociorum (bondgenotenoorlog) aan Rome trouw waren gebleven, het ius Latii zou worden verleend.

## Leges Pompeiae
Gnaius Pompeius Magnus maior zou meerdere wetten weten erdoor te krijgen.

### Lex Pompeia Licinia de tribunicia potestate(70 v.Chr.)
Deze wet leidde in 70 v.Chr. tot het herstel van de macht van de tribunus plebis (volkstribunen).

### Lex Pompeia iudiciaria(55 v.Chr.)
Deze wet stelde dat de rechters ex amplissimo censu zouden worden gekozen, dit wil zeggen dat allen tot de ordo equester moesten behoren (een afzonderlijke census voor de senatoren bestond nog niet), met behoud echter van de drie ordines van de lex Aurelia. Deze wet valt in Pompeius’ tweede consulaat (55 v.Chr.).

### Lex Pompeiae de vienlex Pompeia de ambitu(52 v.Chr.)
Deze wetten (respectievelijk de vi en de ambitu, uit zijn derde consulaat (sine collega) in 52 v.Chr., leidden enerzijds tot de invoering van een kortere procedurevorm, en anderzijds tot een verzwaring van de straffen.

### Lex Pompeia de iure magistratuum(52 v.Chr.)
Deze wet stelde dat niemand in afwezigheid naar een ambt mocht dingen (waarbij echter een uitzondering werd gemaakt voor Gaius Julius Caesar).

### Lex Pompeia de provinciis(52 v.Chr.)
Deze wet stelde dat niemand een provincia zou mogen aanvaarden binnen vijf jaar na het neerleggen van zijn ambt.